# Rani Yaar Kuzhanthai
Rani Yaar Kuzhandhai (tiếng Tamil: ராணி யார் குழந்தை; tiếng Anh: Whose Child is Rani?) Là một bộ phim chính kịch tiếng Tamil của Ấn Độ năm 1972 do D. Yoganand đạo diễn. Phim có Jaishankar, R. Muthuraman, Lakshmi, Baby Rani và Major Sundarrajan trong các vai chính. Bộ phim phát hành vào ngày 14 tháng 1 năm 1972.

## Diễn viên
- Jaishankar trong vai Shankar
- Lakshmi vai Vijaya / Jaya, chị em sinh đôi
- R. Muthuraman trong vai Thiếu tá Muthu
- Bé Rani trong vai Rani
- Major Sundarrajan trong vai Dharmalingam Pillai
- SV Ramadoss trong vai Daniel
- A. Sasikumar trong vai James
- Surjuli Rajan trong vai Majunu / Ramasamy
- Manorama trong vai Mohini / Mangamma
- TS Balaiah trong vai Brammachari
- MRR Vasu trong vai khách xuất hiện
- Người đánh máy Gopu là Viswanathan
- Gandhimathi trong vai Mary
- Jaya Guhanathan trong vai Rita (Ra mắt)
- Karikol Raju trong vai Thanh tra phụ

## Nhạc phim
| No. | Tên                       | Ca sĩ                      | Lời bài hát | Độ dài |
| --- | ------------------------- | -------------------------- | ----------- | ------ |
| 1   | Oh Hot Summer Morning     | S. P. Balasubramanyam      |             |        |
| 2   | Tikkiriki Tikkiriki       | L. R. Eswari, P.B.Srinivas |             |        |
| 3   | Chinna Chinna Pappa       | P. Suseela                 |             |        |
| 4   | Yaar Kuzhandhai Nee       | T. M. Soundararajan        |             |        |
| 5   | Chinna Chinna Pappa - Sad | Jothi Kanna                |             |        |